# درهم
الدرهم اسم يطلق على كل مضروب مدور من الفضة، فإن كان من الذهب فهو الدينار، ووحدة كتلة فضية، وعملة قديمة استخدمت عبر العصور. ويُستخدم اليوم عملةً محليةً في العديد من الدول العربية والإسلامية، مثل الدرهم الإماراتي و الدرهم المغربي.

## أصل الكلمة
كلمة "درهم" تعود في أصلها إلى اللغة اليونانية، إلى كلمة "دراخما" (Drachma) عملة فضية من اليونان القديمة ، يعود تاريخها إلى حوالي منتصف القرن السادس قبل الميلاد ، وكانت الوحدة النقدية السابقة لليونان الحديثة، ومعناها الحرفي "حفنة" أو "مقدار يُقبض باليد". وانتقلت عبر الفرسية إلى العربية، حيث اقتبس الفرس الكلمة من اليونانية بصيغة "درخم" أو "درهم"، ثم دخلت إلى العربية بنفس اللفظ تقريبًا، قال تعالى:﴿وَشَرَوْهُ بِثَمَنٍ بَخْسٍ دَرَاهِمَ مَعْدُودَةٍ وَكَانُوا فِيهِ مِنَ الزَّاهِدِينَ ۝٢٠﴾.

## الدرهم في العهد الإسلامي
في عهد الخليفة الأموي عبد الملك بن مروان قرر إصدار عملة إسلامية موحدة تحمل شعار الدولة الإسلامية، وتُستخدم في جميع أنحاء الدولة. كان هذا بمثابة تحول كبير في النظام المالي، حيث كانت العملات قبل ذلك متنوعة وتشمل البيزنطية والساسانية، وقد حمل الدرهم الإسلامي على رموزًا إسلامية مثل الشهادتين وبعض الآيات القرآنية، في خطوة لتحسين النظام النقدي وتوحيد العملة في الأراضي التي يسيطر عليها المسلمون.

## الدرهم في العصر الحديث

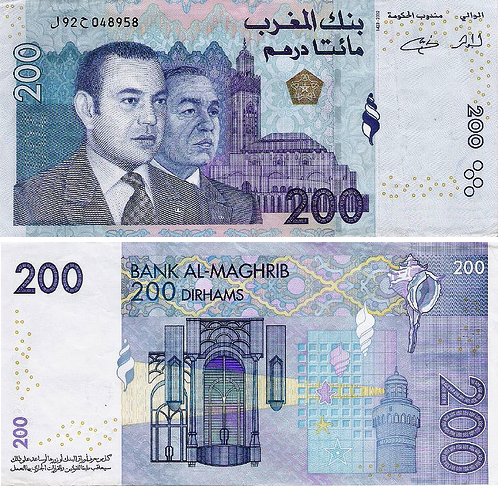
ورقة مالية معتمدة، من فئة 200 درهم مغربي، مرسوم على وجهها صورة الملك الحالي للمغرب محمد السادس ووالده الحسن الثاني، صادرة عن بنك المغرب.

الدول باللون الأحمر تستخدم حاليا الدرهم كعملة أساسية، والدول باللون الأخضر تستخدم عملات بأجزاء تسمى درهم.

اليوم، الدرهم يستخدم عملةً رسمية في العديد من الدول العربية. العملات المتداولة بشكل أساسي وتحمل اسم الدرهم هي:
- الدرهم الإماراتي
- الدرهم المغربي
- الدرام الأرميني

الدرهم وحدة تقسيمية:

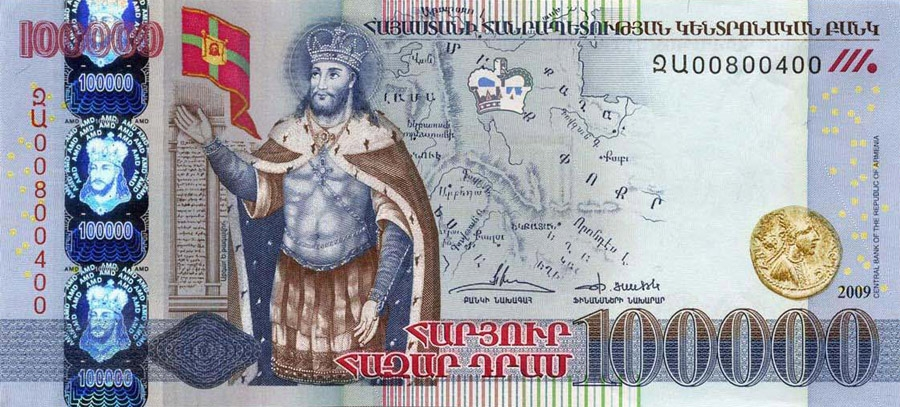
ورقة نقدية من فئة 100000 درام أرميني

- الدينار الليبي الذي يتكون من ألف درهم.
- الريال القطري ويتكون من مائة درهم.
- الدينار الأردني ويتكون من عشرة دراهم، فالدينار 1000 فلس وهناك قطعة معدنية من فئة 100 فلس،[6] وقطعة المائة فلس تسمى درهما.

- الساماني الطاجيكي ويتكون من مائة درام.

## معرض الصور

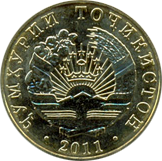
قطعة من فئة 1 درام طاجيكي
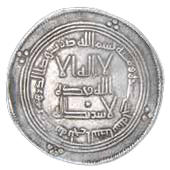
درهم فضي من الدولة الأموية، تم صكه بمدينة بلخ عام 111هـ (729/730م)
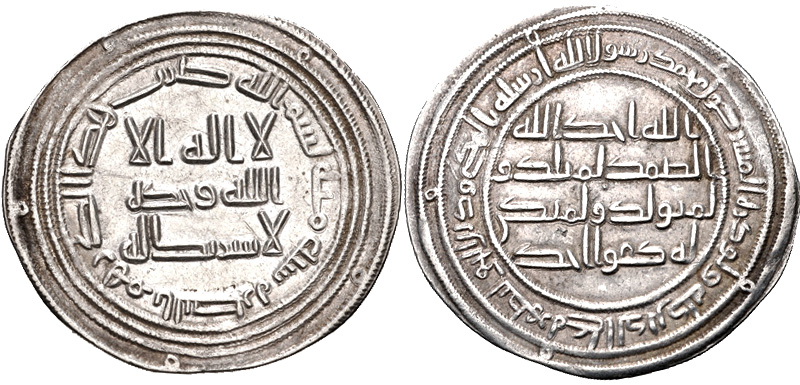
درهم فضي من عهد عمر بن عبد العزيز
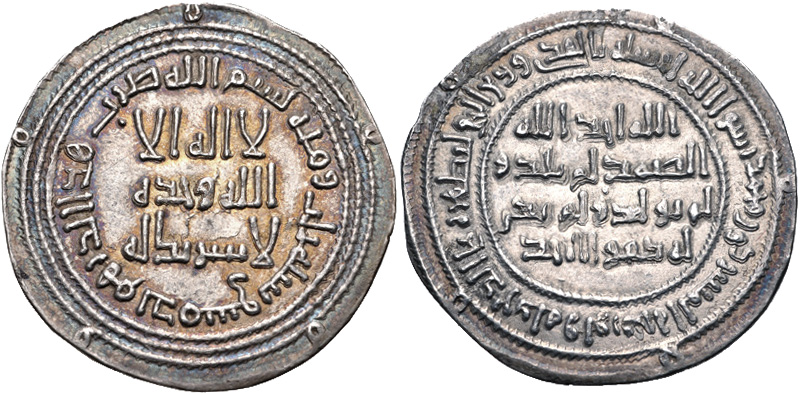
درهم فضي من عهد يزيد بن عبد الملك ضرب في 721/22
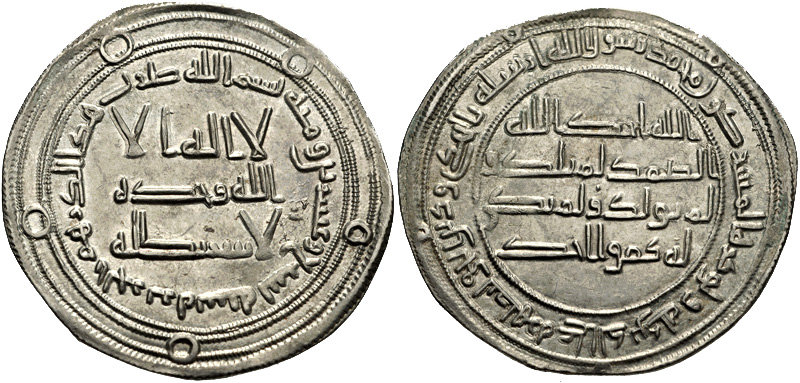
درهم فضي من عهد مروان الثاني 127-132 هـ
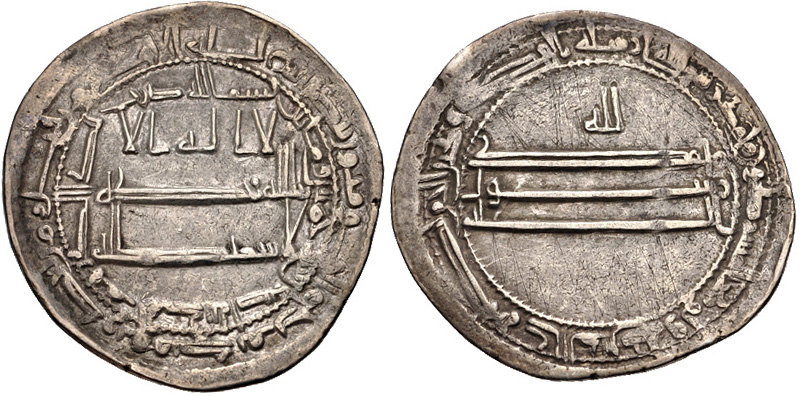
درهم فضي من عهد السفاح 132-136 هـ
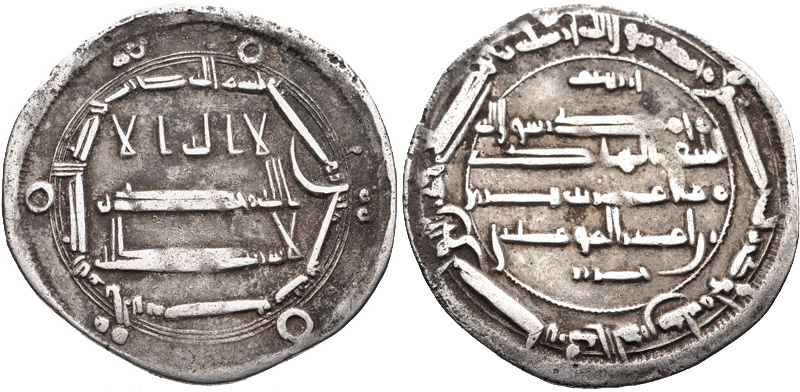
درهم فضي من عهد الهادي 170 هـ ضرب في 786/787
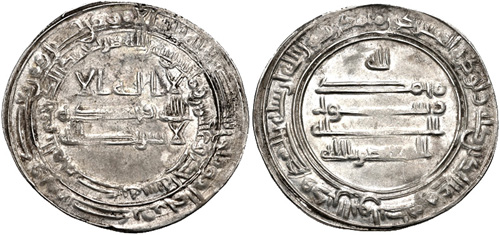
درهم فضي من عهد المعتصم، ضرب في سنة 836/7 م
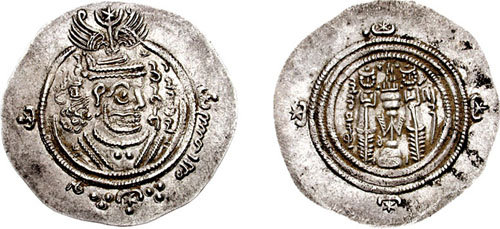
إحدى أوائل العملات الفضية زمن الخلافة الأموية، بزخارف ساسانية، واسم الحجاج بن يوسف الثقفي